# Prahuaniyeu
Prahuaniyeu es una localidad y comisión de fomento del departamento Nueve de Julio, en la provincia de Río Negro, Argentina.
Se encuentra a 70 km al sur de la localidad de Los Menucos, por la ruta provincial 8; en plena Meseta de Somuncurá.
Su actividad principal es la ganadería, se crían ovejas y chivos, y se vende la lana y los corderos.

## Población
Contó con 147 habitantes (Indec, 2010), lo que representó un incremento del 5,7% frente a los 139 habitantes (Indec, 2001) del censo anterior.
El censo 2022 arrojó 100 viviendas con una población estable de 183 habitantes en la comisión de fomento.
| Gráfica de evolución demográfica de Prahuaniyeu entre 1991 y 2022 |
|                                                                   |
| Fuente: Censos nacionales del INDEC                               |

## Caída del vuelo 5428
El 18 de mayo de 2011, la aeronave Saab 340 biturbo de la empresa Sol Líneas Aéreas, que hacía el trayecto de Neuquén a Comodoro Rivadavia, se estrelló cerca de esta localidad. Murieron 19 pasajeros y tres tripulantes. Los pilotos advirtieron, aproximadamente diez minutos antes del accidente, que sufrían problemas de engelamiento en las alas, luego de esto no hubo más comunicación con la torre de control.